# أدولف هامان
أدولف هامان (بالألمانية: Adolf Hamann) هو جندي ألماني، ولد في 3 سبتمبر 1885 في Groß Laasch ‏ في ألمانيا، وتوفي في 30 ديسمبر 1945 في بريانسك في روسيا بسبب شنق.